# Jari Rantanen
Jari Rantanen (Helsinki, 31 dicembre 1961) è un ex calciatore finlandese, di ruolo attaccante.

## Palmarès

### Club

#### Competizioni nazionali
- Campionato finlandese: 4

HJK: 1981, 1985, 1990, 1992
- Coppa di Finlandia: 3

HJK: 1981, 1984, 1996
- Coppa di Lega finlandese: 1

HJK: 1996
- Campionato svedese: 1

IFK Göteborg: 1987

#### Competizioni internazionali
- Coppa UEFA: 1

IFK Göteborg: 1986-1987

### Individuale
- Capocannoniere della Coppa UEFA: 1

1986-1987 (5 gol ex aequo con Paulinho Cascavel, Wim Kieft, Peter Houtman)